# Charadrius melodus
El frailecillo silbador, también conocido como chorlitejo silbador, playerito, playero melódico o chorlitejo picocorto (Charadrius melodus), es una especie de ave Charadriiforme de la familia Charadriidae propia del norte y del este de América del Norte.

## Características
El adulto tiene patas amarillo-anaranjadas, una banda negra alrededor de la frente de ojo a ojo y un collar negro alrededor del cuello. Esta última es normalmente más gruesa en los machos durante la estación de apareamiento, y es el único método fiable de diferencias ambos sexos visualmente. Es difícil de observar, ya que suele pasar desapercibido en los ambientes de playas arenosas en los que habita. Habitualmente se desplaza en saltos cortos.

## Dieta
Estas aves buscan su alimento en las playas, normalmente mediante la vista, por lo general en torno al espacio entre las líneas de mareas. Se alimentan principalmente de insectos, gusanos marinos y crustáceos.

## Distribución y población
Se reproduce en el norte y el este de Norteamérica, criando en las playas y dunas arenosas marinas de la costa atlántica, pero también en aguas interiores, llegando hasta la costa de los Grandes Lagos y el medio oeste de Canadá y los estados Unidos. Hiberna en el sudeste de Estados Unidos y en Bahamas y en las Grandes Antillas.
La población actual se estima en torno a unos 6410 ejemplares. Un estudio preliminar realizado en el año 2003 en la costa atlántica de Norteamérica registró unas 3350 aves, un 52 % del total. La población muestra tendencia ascendente desde 1991.

## Taxonomía
Se reconocen las siguientes subespecies:
- Charadrius melodus circumcinctus (Ridgway, 1874) - crían en el sur y centro de Canadá y norte y centro de USA
- Charadrius melodus melodus Ord, 1824 - crían en el este de Canadá y nordeste de USA